# Euneo
En la mitología griega, Euneo (griego: Εὔνηος) era un hijo de Jasón y la reina Hipsípila de Lemnos;  tuvo un hermano gemelo cuyo nombre varía entre Nebrófono, Deípiloo Toante.
Euneo y su hermano estuvieron separados de su madre después de que ella se exiliara de la isla a causa de su abuelo Toante. Más tarde, los hermanos participaron en las exequias fúnebres de Ofeltes, de quién su muerte Hipsípila fue responsable.
Homero presenta a Euneo como rey de Lemnos. La flota griega se presentó en su isla durante su trayecto hacia las costas de Troya. Esto sucedió una generación después del viaje del Argo; por aquel entonces se dice que los argonautas también habían recibido provisiones de manos de Euneo. Se dice que Euneo rescató a Licaón, prisionero troyano, de manos de Patroclo, a cambio de una urna de plata que los fenicios habían regalado a su abuelo Toante, también rey de los lemnios.
Los Eunidas, una asociación de citaredos de Lemnos, recordaban a Euneo como su ancestro.